# Microfiltrazione delle acque reflue
La microfiltrazione è una tecnica di depurazione delle acque contaminate e consiste nella separazione mediante il passaggio attraverso una membrana di sostanze disciolte in acqua aventi un certo taglio molecolare.
Svolge un'azione importante per la rimozione della torbidità dovuta alla presenza di sostanze colloidali fini e per la debatterizzazione.
Le membrane utilizzate nella microfiltrazione presentano dimensioni dei pori approssimativamente di 0.03-10 µm.
Tipicamente, il processo è in grado di rimuovere materiali quali sabbia, fango, argilla, cisti della Giardia lamblia e del Cryptosporidium, alghe ed alcune specie batteriche. Non costituisce una barriera insuperabile da parte dei virus. Se però è usata in combinazione con la disinfezione, è in grado di controllare il contenuto microbico dell'acqua.

## Applicazioni
- Rimozione della materia organica naturale o sintetica
- Pretrattamento per l'osmosi inversa e per la nanofiltrazione e per l'ultrafiltrazione
- Dissalazione di acque sotterranee per ridurne la durezza
- Rimozione dei composti tossici dalle acque reflue
- Rimozione delle particelle sospese dalle acque reflue tessili

## Vantaggi
La microfiltrazione è una tecnica di filtrazione innovativa.
A differenza delle membrane avvolte a spirale, la microfiltrazione permette alla membrana di essere lavata in controcorrente. 
Diversamente dalle operazioni di lavaggio dei mezzi filtranti tradizionali, il ciclo di lavaggio in controcorrente dei microfiltri, richiede solo pochi minuti. Nel caso in cui il lavaggio non sia in grado di ripristinare il flusso attraverso la membrana, si ricorre alla pulizia chimica della stessa.

## Svantaggi
Può essere necessario correggere il pH dell'influente mediante il dosaggio di opportuni additivi chimici. 